# 무관
무관(武官)은 군사 업무에 종사하는 관료이다. 일반적으로 과거 시험 중 문과에 합격한 문관(文官)에 대응하여 무과 시험(武科 試驗)에 합격한 관료를 무관(武官)이라고 한다. 문음으로 무반직에 제수되거나 군사 중에서 승진하거나 무예취재(武藝取才) 입격자로 관직에 진출하기도 한다. 고려시대 병부(兵符)에 속했고, 조선시대 병조(兵曹)에 속했다. 
무반(武班), 무신(武臣), 무인(武人), 서반(西班)이라고도 한다. 문반(文班)과 무반(武班)을 통칭하여 양반(兩班)이라 하였지만 무관은 문관에 비해 승진에 차별을 받기도 했다.

## 같이 보기
- 무신정권
- 문관